# Crunomys celebensis
Crunomys celebensis — вид пацюків (Rattini), ендемік о. Сулавесі, Індонезія.

## Морфологічна характеристика
Довжина голови й тулуба від 115 до 127 мм, довжина хвоста від 80 до 84 мм, довжина лапи від 25 до 27 мм, довжина вуха 14 мм, вага до 55 грамів. Волосяний покрив короткий, щільний і м'який. Загальне забарвлення тіла темно-коричневе, боки морди, крупа і кінцівки чорнувато-бурі, горло сірувато-буре, груди світліші з сіруватими відблисками. Кожне око оточують два концентричні кільця, зовнішнє темне, а внутрішнє безволосе. Вуса короткі. Вуха малі, круглі, усипані дрібними чорнувато-бурими волосками. Хвіст коротший за голову і тулуб, зверху коричнювато-чорний, знизу блідіший, дрібно вкритий волоссям.

## Поширення й екологія
Цей вид відомий з центральної частини Сулавесі. Мешкає у вічнозелених тропічних лісах на висоті від 823 до 1600 метрів.

## Спосіб життя
Це наземний і денний вид. Ймовірно, він харчується комахами.